# 悪魔の呼び声 (ドクター・フーのエピソード)
「悪魔の呼び声」（あくまのよびごえ、原題 : "Can You Hear Me?"）は、イギリスのSFドラマ『ドクター・フー』の第12シリーズ第7話。脚本はシャーリーン・ジェームズとクリス・チブナルが、監督はエマ・サリバンが担当し、2020年2月9日に BBC One で初放送された。
視聴者数は490万人で、批評家のレビューは賛否が割れた。

## あらすじ
13代目ドクター（演:ジョディ・ウィテカー）は1380年のシリアのアレッポで精神病院の患者の唯一の生き残りであるタヒラ（演:アルハン・ガリーバ）を毛むくじゃらの怪物から救出する。一方でライアン・シンクレア（演:トシン・コール）たちは2020年のシェフィールドで悪夢にうなされていた。特にグレアム・オブライエン（演:ブラッドリー・ウォルシュ）は二つの恒星の間に監禁された女の夢を見ていた。
悪夢の連絡を受けたドクターはグレアムの見た夢が現実であることを知り女の救出に向かうが、それは不死の邪神ゼリン（演:イアン・ゲルダー）の罠であり、ドクターはゼリンの仲間であるもう一人の邪神ラカヤ（演:クレア＝ホープ・アシティ）を封印から解き放ってしまう。ドクターはアレッポで遭遇した怪物がタヒラの心の悪夢であると知り、悪夢を逆に利用してゼリンとラカヤの再度の封印を試みる。

### 連続性
ゼリンは他の不死の存在としてトイメーカー（The Celestrial Toymaker、1966年）やホワイト・ガーディアン（4代目ドクターと5代目ドクターの複数のエピソードに登場）、エターナル（Enlightenment、1983年）を挙げている。トイメーカーはその後2023年に放送された60周年記念スペシャルで再登場した。
グレアムの夢では彼の亡くした妻グレースが「鏡の向こう側」以来の再登場を果たし、彼に癌のことを伝えている。「新生ドクター、地球に落ちる」ではグレアムは自身が癌患者であること、そしてグレースが看護師だったことをドクターに告げている。また、ライアンの夢では「捨てられた惑星」に登場した未来の人類であるドレグが再登場した。

## 製作
「悪魔の呼び声」の脚本はシャーリーン・ジェームズとクリス・チブナルが、監督はエマ・サリバンが担当した。サリバンは同じく第4製作ブロックの次話「フランケンシュタインが生まれた夜」も監督した。
ゼリン役のイアン・ゲルダーは『秘密情報部トーチウッド』第3シリーズで政府官庁職員デッカーを演じていた。第11シリーズ「サバイバル・ラリー」ではレムナントの声を担当した。シャロン・D・クラークはグレース役で再出演した。

## 放送と反応
| 専門評論家によるレビュー           | 専門評論家によるレビュー |
| レビュー・スコア                   | レビュー・スコア         |
| 出典                               | 評価                     |
| ---------------------------------- | ------------------------ |
| The A.V. Club                      | B–                       |
| エンターテインメント・ウィークリー | C+                       |
| メトロ                             | [ 9 ]                    |
| ラジオ・タイムズ                   | [ 10 ]                   |
| インデペンデント                   | [ 11 ]                   |
| デイリー・テレグラフ               | [ 12 ]                   |

「悪魔の呼び声」はイギリスでは2020年2月9日に放送され、日本では2020年8月5日からHuluで字幕版・吹替版共に配信が開始された。
イギリスでのその晩の視聴者数は381万人で、その日7番目に多く視聴された番組であった。Audience Appreciation Index のスコアは78であった。合計視聴者数は490万人で、その週のイギリスの番組で第36位であった。これは「嘘という支配」（2017年）の482万人や「消えたローマ兵士の謎」（2017年）の473万人に続き、新シリーズで当時3番目に視聴者数が少ない記録となった。
悪夢に影響されたグレアムは、最新の検査結果が良好であったにも拘わらず癌が再発するのではないかと危惧し、終盤でその不安をドクターに打ち明けた。ドクターは自身が不器用であることを告げ、上手くいけばグレアムにかけるべき正しい言葉が見つかるだろうと返した。このドクターの言動は批評家やファンの間で意見が割れ、ドクターを批判する声や彼女に共感する声が上がった。BBCは「決して否定されるような意味ではなかった。ドクターの友人は怖がっていて、彼女は状況の深刻さに対処するために苦労しているのが分かります。」「このテーマに関する会話がいかに難しいかを認識することがこのシーンの意図でした。このような状況に直面したとき、人は適切なタイミングで適切な言葉を持っているとは限らず、それを伝えると罪悪感に繋がることがよくあります。適切な言葉を見つけようと奮闘するドクターの姿を見せることで、同じような立場にある人たちに共感してもらいたいという意図がありました。」と声明を出した。